# دیما شهابی
دیما شهابی (عربی: ديمة الشهابي‎) (زادهٔ ۱۹۷۰) شاعر و نویسندهٔ فلسطینی است. آثار او به‌طور گسترده‌ای در نشریات منتشر شده‌اند و نخستین کتاب شعرش را در سال ۲۰۱۱ نوشت. پس از آن، در سال ۲۰۱۲، مجموعه‌ای را در ارتباط به بمباران منطقهٔ تاریخی ادبی بغداد ویرایش کرد و در سال ۲۰۱۴ نیز با همکاری شاعری تبعیدی، مجموعه‌ای از شعرهای سبک «رن‌گا» منتشر کرد.

## زندگی‌نامه
شهابی در سال ۱۹۷۰ در کویت زاده شد. او اصالتی فلسطینی دارد؛ مادرش اهل غزه و پدرش اهل اورشلیم بود. او در مدرسه آمریکایی کویت تحصیل کرد، جایی که دیگر تبعیدیان فلسطینی نیز حضور داشتند. کویت دوران کودکی او مکانی برای آزادی، آموزش، کار و جایی بود که در آن آموخت به فرهنگ فلسطینی‌اش افتخار کند. او در سال ۱۹۸۸ برای تحصیل به ایالات متحده آمریکا رفت و در دانشگاه تافتس در رشته تاریخ و روابط بین‌الملل لیسانس گرفت. او در سال ۱۹۹۳، مدرک کارشناسی ارشد خود را در رشتهٔ روزنامه‌نگاری از دانشگاه بوستون دریافت کرد.
او معاون انجمن «شعاع نویسندگان عرب-آمریکایی» (RAWI) است و از سال ۲۰۰۹، هر ساله رویدادهایی ملی را برای گردهم‌آوردن هنرمندان برگزار کرده است.
شهابی شعرهای خود را در نشریات بسیاری منتشر کرده است، از جمله «شعر معاصر عرب-آمریکایی»، «کرب آرچرد»، «دی‌ام‌کیو ریویو»، «درانکن بوت»، «کنین ریویو»، «تخیل ادبی»، «شعر لندن» و «شعر زنان عرب» و چهار بار برای دریافت جایزهٔ «پوشکارت» نامزد شده است. آثار او به زبان‌های عربی، فارسی و فرانسوی ترجمه شده‌اند. نخستین کتاب او با عنوان «سیزده جدایی از ماه» در سال ۲۰۱۱ منتشر شد و از طریق شعر، احساس گرفتار بودن میان دو جهان را بررسی می‌کرد. بخشی ویژه از مجلهٔ «بازنگری کتاب آمریکایی» در سال ۲۰۱۲ به بررسی ادبیات عرب-آمریکایی اختصاص یافت. شهابی یکی از نویسندگانی بود که آثارش به‌صورت گسترده نقد شد و در بخش‌های دیگر این مجله نیز از مهارت او در به‌کارگیری غزل اشاره شد.
در واکنش به بمب‌گذاری سال ۲۰۰۷ در خیابان المتنبی بغداد، که منطقه‌ای تاریخی و ادبی به‌شمار می‌رود، شهابی و بو بوسولیل در سال ۲۰۱۲ گلچینی با عنوان «خیابان المتنبی از این‌جا آغاز می‌شود» شامل واکنش‌های مردم به این رویداد ویرانگر گردآوری کردند. از جمله مشارکت‌کنندگان در این مجموعه می‌توان به «یاسین السلمان» (با نام هنری «نرسیسیست») و «آنتونی شادید»، خبرنگار برندهٔ جایزهٔ پولیتزر، اشاره کرد. همچنین ریژین سهاکیان، تهیه‌کنندهٔ تلویزیونی عراقی مقیم آمریکا و «نزیه‌الملائکه» از دیگر مشارکت‌کنندگان در میان حدود ۱۰۰ شرکت‌کننده بودند.
این کتاب موفق به دریافت «جایزهٔ تقدیر» در سال ۲۰۱۳ از جوایز کتاب کالیفرنیای شمالی شد که در تاریخ ۱۹ مه ۲۰۱۳ در کتابخانه عمومی سان‌فرانسیسکو اهدا شد. ربکا فوست، شاعر مقیم «فراست پلیس» از کالج دارتموث، از ویرایش ساختار متناوب نثر و شعر در این مجموعه تمجید کرد و آن را دارای ریتمی منسجم و یادآوری نیرومند دانست از اینکه آنچه در خیابان المتنبی رخ داد می‌تواند در هر کجا تکرار شود.
جدیدترین اثر منتشرشدهٔ او همکاری با شاعر یهودی-آمریکایی «مریلین هکر» است که به سبک «رن‌گا»، نوعی شعر ژاپنی با فرم پرسش و پاسخ متناوب، نگاشته شده است. این کتاب با عنوان «دیاسپو/رن‌گا: همکاری در رن‌گای متناوب» به بررسی سفر احساسی زندگی در تبعید می‌پردازد. این همکاری از سال ۲۰۰۹ با تبادل اشعار دربارهٔ جنگ ۲۰۰۸–۲۰۰۹ غزه آغاز شد و به گفت‌وگویی درهم‌تنیده دربارهٔ این منازعه انجامید؛ گفت‌وگویی که از ناتوانی در بی‌تفاوتی سخن می‌گوید، چرا که جنگ، حتی در دل وظایف روزمره، همواره در پس‌زمینهٔ ذهن باقی می‌ماند.